# Караозек (Зерендинский район)
Караозек (каз. Қараөзек) — село в Зерендинском районе Акмолинской области Казахстана. Входит в состав сельского округа им.Сакена Сейфуллина. Код КАТО — 115673400.

## География
Село расположено на севере района, в 84 км на север от центра района села Зеренда, в 17 км на северо-запад от центра сельского округа посёлка Бирлестик.

### Улицы[2]
- ул. Достык,
- ул. Орталык,
- ул. Тауелсиздик.

### Ближайшие населённые пункты
- село Горькое в 6 км на юго-востоке,
- село Подлесное в 7 км на северо-западе,
- село Сейфуллино в 13 км на юге.

## Население
В 1989 году население села составляло 229 человек (из них казахов 100%).
В 1999 году население села составляло 263 человека (119 мужчин и 144 женщины). По данным переписи 2009 года, в селе проживало 177 человек (83 мужчины и 94 женщины).
| Численность населения | Численность населения | Численность населения |
| 1989                  | 1999                  | 2009                  |
| --------------------- | --------------------- | --------------------- |
| 229                   | ↗263                  | ↘177                  |